# 15e étape du Tour d'Espagne 2012
La 15e étape du Tour d'Espagne 2012 s'est déroulée le dimanche 2 septembre 2012, partant de La Robla et arrivant aux Lacs de Covadonga après 186,5 km de course.

## Parcours de l'étape
L'étape débute par un long faux plat montant, suivi d'une descente au terme de laquelle une bosse de catégorie 3 attend le peloton. À 46 kilomètres de l'arrivée, l'Alto del Mirador del Fito de catégorie 1 est à franchir, puis on arrive au pied du premier col "Hors Catégorie" de la Vuelta, l'ascension des Lacs de Covadonga : plus de 13 kilomètres avec une pente moyenne de 7 %. L'arrivée est située à un kilomètre du sommet après un léger replat.

## Déroulement de la course
Au départ de cette 15e étape, un groupe d'une douzaine de coureurs décide de partir. Le peloton laisse alors une marge d'écart par rapport à ces échappés qui devraient donc se jouer la victoire. À l'approche de la dernière ascension les échappés comptent environ 11 minutes d'avance et la première attaque vient d'Andrey Kashechkin (Astana) qui se fait reprendre puis c'est au tour de son coéquipier Kevin Seeldraeyers de tenter sa chance. Finalement c'est Antonio Piedra (Caja Rural) qui parvient à s'extraire du groupe et à prendre de l'avance. Derrière plusieurs équipiers d'Alberto Contador (Saxo Bank-Tinkoff Bank) partent et prennent une quinzaine de secondes d'avances mais la tactique d'El Pistolero n'est pas bien comprise par les observateurs. On voit également Igor Antón (Euskaltel-Euskadi) et Robert Gesink (Rabobank) tentés de sortir mais sans succès. C'est finalement Alejandro Valverde (Movistar) qui s'échappe suivi par Joaquim Rodríguez (Katusha) et Contador. Valverde retrouve un équipier : Nairo Quintana, qui était parti un peu plus tôt pour préparer l'attaque de son leader. On retrouve donc un groupe de 4 coureurs et derrière un groupe composé de Daniel Moreno (Katusha), Andrew Talansky (Garmin-Sharp), Laurens ten Dam (Rabobank), Gesink et Christopher Froome (Sky), qui confirme sa baisse de forme. Devant Contador passe à l'attaque mais ne parvient pas à lâcher Rodríguez, Valverde lui s'accroche avec Quintana. Piedra, lui, s'impose au sommet des Lacs de Covadonga et décroche une superbe victoire. Pour les favoris derrière c'est un sprint pour la 11e place remporté par Valverde devant Rodríguez, Contador et Quintana. Igor Antón franchit la ligne 12 secondes devant le groupe Gesink où Froome à même du mal à s'accrocher. La mauvaise opération est pour Nicolas Roche (AG2R La Mondiale) qui perd 55 secondes sur ses concurrents pour le top 10.
Au classement général, Rodríguez garde la tête avec 22 secondes d'avance sur Contador et 1 minute et 41 secondes sur Valverde, Froome lui passe 4e à 2 minutes et 16 secondes. Roche passe de la 7e à la 9e place.

## Classement de l'étape
| Classement de l'étape | Classement de l'étape | Classement de l'étape | Classement de l'étape | Classement de l'étape |
|                       | Coureur               | Pays                  | Équipe                | Temps                 |
| --------------------- | --------------------- | --------------------- | --------------------- | --------------------- |
| 1er                   | Antonio Piedra        | ESP                   | Caja Rural            | en 5 h 1 min 23 s     |
| 2e                    | Rubén Pérez           | ESP                   | Euskaltel-Euskadi     | + 2 min 2 s           |
| 3e                    | Lloyd Mondory         | FRA                   | AG2R La Mondiale      | + 2 min 2 s           |
| 4e                    | David de la Fuente    | ESP                   | Caja Rural            | + 2 min 2 s           |
| 5e                    | Pablo Lastras         | ESP                   | Movistar              | + 2 min 7 s           |
| 6e                    | Simon Geschke         | GER                   | Argos-Shimano         | + 2 min 12 s          |
| 7e                    | Kevin Seeldraeyers    | BEL                   | Astana                | + 2 min 25 s          |
| 8e                    | Andrey Kashechkin     | KAZ                   | Astana                | + 3 min 35 s          |
| 9e                    | Vicente Reynés        | ESP                   | Lotto-Belisol         | + 3 min 49 s          |
| 10e                   | Sergueï Lagoutine     | UZB                   | Vacansoleil-DCM       | + 6 min 45 s          |
| modifier              |                       |                       |                       |                       |

## Classement général
| Classement général | Classement général | Classement général | Classement général     | Classement général  |
|                    | Coureur            | Pays               | Équipe                 | Temps               |
| ------------------ | ------------------ | ------------------ | ---------------------- | ------------------- |
| 1er                | Joaquim Rodríguez  | ESP                | Katusha                | en 58 h 17 min 21 s |
| 2e                 | Alberto Contador   | ESP                | Saxo Bank-Tinkoff Bank | + 22 s              |
| 3e                 | Alejandro Valverde | ESP                | Movistar               | + 1 min 41 s        |
| 4e                 | Christopher Froome | GBR                | Sky                    | + 2 min 16 s        |
| 5e                 | Daniel Moreno      | ESP                | Katusha                | + 4 min 51 s        |
| 6e                 | Robert Gesink      | NED                | Rabobank               | + 5 min 42 s        |
| 7e                 | Andrew Talansky    | USA                | Garmin-Sharp           | + 6 min 48 s        |
| 8e                 | Laurens ten Dam    | NED                | Rabobank               | + 7 min 17 s        |
| 9e                 | Nicolas Roche      | IRL                | AG2R La Mondiale       | + 7 min 21 s        |
| 10e                | Igor Antón         | ESP                | Euskaltel-Euskadi      | + 7 min 39 s        |
| modifier           |                    |                    |                        |                     |

## Classements annexes

### Classement par points
| Classement par points | Classement par points | Classement par points | Classement par points | Classement par points |
| --------------------- | --------------------- | --------------------- | --------------------- | --------------------- |
|                       | Coureur               | Pays                  | Équipe                | Point(s)              |
| 1er                   | Joaquim Rodríguez     | ESP                   | Katusha               | 148 points            |
| 2e                    | Alejandro Valverde    | ESP                   | Movistar              | 127 pts               |
| 3e                    | John Degenkolb        | GER                   | Argos-Shimano         | 112 pts               |
| modifier              |                       |                       |                       |                       |

### Classement du meilleur grimpeur
| Classement du meilleur grimpeur | Classement du meilleur grimpeur | Classement du meilleur grimpeur | Classement du meilleur grimpeur | Classement du meilleur grimpeur |
| ------------------------------- | ------------------------------- | ------------------------------- | ------------------------------- | ------------------------------- |
|                                 | Coureur                         | Pays                            | Équipe                          | Point(s)                        |
| 1er                             | Simon Clarke                    | AUS                             | Orica-GreenEDGE                 | 34 points                       |
| 2e                              | Joaquim Rodríguez               | ESP                             | Katusha                         | 30 pts                          |
| 3e                              | Alejandro Valverde              | ESP                             | Movistar                        | 26 pts                          |
| modifier                        |                                 |                                 |                                 |                                 |

### Classement du combiné
| Classement du combiné | Classement du combiné | Classement du combiné | Classement du combiné  | Classement du combiné |
| --------------------- | --------------------- | --------------------- | ---------------------- | --------------------- |
|                       | Coureur               | Pays                  | Équipe                 | Point(s)              |
| 1er                   | Joaquim Rodríguez     | ESP                   | Katusha                | 4 points              |
| 2e                    | Alejandro Valverde    | ESP                   | Movistar               | 8 pts                 |
| 3e                    | Alberto Contador      | ESP                   | Saxo Bank-Tinkoff Bank | 10 pts                |
| modifier              |                       |                       |                        |                       |

### Classement par équipes
| Classement général par équipes | Classement général par équipes | Classement général par équipes | Classement général par équipes |
|                                | Équipe                         | Pays                           | Temps                          |
| ------------------------------ | ------------------------------ | ------------------------------ | ------------------------------ |
| 1re                            | Movistar                       | Espagne                        | en 174 h 32 min 38 s           |
| 2e                             | Euskaltel-Euskadi              | Espagne                        | + 2 min 52 s                   |
| 3e                             | Sky                            | Royaume-Uni                    | + 6 min 12 s                   |
| modifier                       |                                |                                |                                |